# Episodi di Now Apocalypse
La prima e unica stagione della serie televisiva Now Apocalypse, composta da 10 episodi, è stata trasmessa negli Stati Uniti su Starz dal 10 marzo al 12 maggio 2019.
In Italia, la stagione è stata interamente distribuita il 28 giugno 2019 sul servizio streaming Starz Play.
| nº | Titolo originale                 | Titolo italiano              | Prima TV USA   | Pubblicazione Italia |
| -- | -------------------------------- | ---------------------------- | -------------- | -------------------- |
| 1  | This is the Beginning of the End | Questo è l'inizio della fine | 10 marzo 2019  | 28 giugno 2019       |
| 2  | Where is My Mind?                | Che ho nella testa?          | 17 marzo 2019  | 28 giugno 2019       |
| 3  | The Rules of Attraction          | Le Regole dell'Attrazione    | 24 marzo 2019  | 28 giugno 2019       |
| 4  | The Downward Spiral              | Sempre più giù               | 31 marzo 2019  | 28 giugno 2019       |
| 5  | Stranger Than Paradise           | Più strano del paradiso      | 7 aprile 2019  | 28 giugno 2019       |
| 6  | She's Lost Control               | Scorpio                      | 14 aprile 2019 | 28 giugno 2019       |
| 7  | Anywhere Out of the World        | Ovunque fuori dal mondo      | 21 aprile 2019 | 28 giugno 2019       |
| 8  | Unknown Pleasures                | Piaceri proibiti             | 28 aprile 2019 | 28 giugno 2019       |
| 9  | Disappear Here                   | Sparire nel nulla            | 5 maggio 2019  | 28 giugno 2019       |
| 10 | Everything is Gone Forever       | È tutto perduto              | 12 maggio 2019 | 28 giugno 2019       |

## Questo è l'inizio della fine
- Titolo originale: This is the Beginning of the End
- Diretto da: Gregg Araki[3]
- Scritto da: Gregg Araki e Karley Sciortino[3]

### Trama
Ulysses Zane è alle prese con la scena degli appuntamenti a Los Angeles fino a quando non ha un appuntamento fuori dal mondo con Gabriel. La sua migliore amica, Carly, si sta impegnando per diventare un'attrice e lavora segretamente come camgirl. Il compagno di stanza di Uly, Ford, è un aspirante sceneggiatore che risale a Severine, una teorica astrobiologica, che suggerisce di avere una relazione aperta. Inoltre, Ulysses è perseguitato da incubi inquietanti.
- Ascolti USA: telespettatori 147 000[5]

## Che ho nella testa?
- Titolo originale: Where is My Mind?
- Diretto da: Gregg Araki
- Scritto da: Gregg Araki e Karley Sciortino

### Trama
Ulysses ricerca informazioni sulle cospirazioni aliene dei rettili e ottiene l'effetto fantasma di Gabriel. Ford cattura la sua grande occasione come sceneggiatore. Carly frequenta la recitazione. Severine e Ford esplorano la non monogamia.
- Ascolti USA: telespettatori 124 000[7]

## Le Regole dell'Attrazione
- Titolo originale: The Rules of Attraction
- Diretto da: Gregg Araki
- Scritto da: Gregg Araki e Karley Sciortino

### Trama
Severine si ricollega con il suo ex amante Mustafa. Il famoso regista Otto West convince Ford a fare un servizio fotografico per adulti. Uly è perseguitato da Gabriel. Carly partecipa a una lezione privata dal suo insegnante di recitazione, Frank.